# JADES-GS-z13-0
JADES-GS-z13-0 — галактика лаймановского разрыва, обнаруженная космическим телескопом «Джеймс Уэбб» в сентябре 2022 года. Является одной из самых удалённых от Земли и одной из самых ранних из известных науке галактик, образовавшись спустя 320 млн лет после Большого взрыва. Её спектроскопически подтверждённое красное смещение (z) составляет 13,2. Это соответствует 13,6 млрд световых лет, однако из-за расширения Вселенной собственное расстояние до галактики составляет около 33,6 млрд световых лет.
Объект располагается в созвездии Печь.
В апрельской статье 2023 года высказывается предположение, что JADES-GS-z13-0 является не галактикой, а тёмной звездой с массой в миллион солнечных масс.